# Warhammer 40.000: Dawn of War
Warhammer 40,000: Dawn of War (a veces abreviado como W40k o WDOW) es un videojuego de estrategia en tiempo real para PC desarrollado por Relic Entertainment y publicado por THQ. Está basado en el popular juego de tablero Warhammer 40.000 de Games Workshop. Warhammer 40000: Dawn of War fue lanzado en 2004. Desde entonces se han lanzado tres expansiones, Winter Assault en 2005, Dark Crusade en 2006 y Soulstorm en 2007.
Dawn of War dispone de cuatro razas:
- Marines Espaciales. En el modo campaña se presentan como los Blood Ravens y encabezándolos están el Capitán Gabriel Angelos y el Bibliotecario Isador Akios. Los Marines Espaciales confían en una moral muy alta, una gran resistencia, una cara pero versátil infantería y vehículos superiores.
- Orkos. En el modo campaña se muestran varios clanes. Todos ellos están liderados por el jefe de la guerra Orkamungus.Los orcos confían en una cantidad tremenda de infantería.
- Eldars. En el modo campaña se nos presenta la nave-mundo de Biel-Tan y su líder Farseer Macha. Los Eldars son rápidos y tienen unas tropas altamente especializadas. Tienen la cualidad de moverse rápidamente a través del mapa usando los Portales de Telaraña.
- Fuerzas del Caos o simplemente Caos. El modo campaña nos presenta a la Legión Alpha con sus líderes Sindri Myr y Lord Bale. El Caos usa tropas de combate cuerpo a cuerpo pesadas y expertas en el combate, demonios que drenan la moral y poderosos ataques psíquicos.

En Dawn of War se nos presentan los Cuervos Sangrientos; un capítulo original de los Marines Espaciales creados por Games Workshop. La historia de los Cuervos Sangrientos, su organización y otra información sobre ellos está descrita en la revista White Dwarf así como en la novela Dawn of War (Goto, 2004).
La campaña del modo de juego individual muestra a la 3.ª Compañía de los Cuervos Sangrientos. Se les convoca para detener la invasión de los Orkos al planeta Tartarus. A lo largo de la campaña es necesario enfrentarse contra los avanzados Eldars presentes en Tartarus para hacer frente a un mal mayor, para finalmente descubrir que la invasión es solo una pantalla de humo para las oscuras maquinaciones de las Fuerzas del Caos.

## Características diferenciadoras
Dawn of War tiene un sistema de juego muy diferente a la gran mayoría de juegos RTS actuales. Dispone de unidades basadas en escuadras, opciones de combate cuerpo a cuerpo, moral en las tropas y un sistema de recursos basado en puntos. Esto también puede encontrarse en ciertos juegos (como Sid Meier's Gettysburg!, Kohan y Ground Control) pero no era frecuente cuando apareció en el mercado.
- El sistema de escuadras fue innovador y se ha usado muy raramente en otros juegos RTS, aunque algunos juegos antiguos tenían un sistema comparable. Las escuadras pueden ser reforzadas añadiendo miembros adicionales. Además pueden equiparse con armas especiales adicionales; se les puede añadir líderes o unidades especiales. Por ejemplo, una escuadra de Marines Espaciales comienza con 4 marines pero puede ser ampliada hasta con 8 miembros y un sargento y puede equiparse con 4 armas pesadas. La posibilidad de reforzar incluso durante un combate crea situaciones interesantes con tropas que siguen reforzándose en vez de crear nuevas tropas en la base. El ganador puede esperar poca defensa si destruye la armada enemiga completamente. En WH40K las defensas no abundan tanto como en otros juegos RTS.
- Las unidades de combate cuerpo a cuerpo también se diferencian de otros RTS modernos. Aunque la idea del combate cuerpo a cuerpo viene del juego Warcraft, WH40K lo implementa de forma mucho más realista. La mayoría de las unidades de infantería tienen diferentes armas tanto para ataques para corta como para larga distancia. Cuando una unidad se encuentra cerca de una enemiga deja de disparar y entabla un combate cuerpo a cuerpo. Esto permite disponer una táctica consistente en intentar combatir las tropas de ataque a distancia con un ataque cuerpo a cuerpo y así evitar el fuego. Algunas unidades son mejores para una cosa que para otra. Además algunas unidades, como Héroes o Líderes, tienen ataques cuerpo a cuerpo adicionales y pueden enviar uno o más ataques especiales.

- Un añadido al típico sistema de puntos por muertes es la moral. Mientras un individuo de la escuadra recibe daños el daño a la moral se le aplica a toda la escuadra. Cuando la moral baja a cero las habilidades en combate son reducidas en gran medida. El jugador puede decidir si retirar la escuadra para que suba la moral o permitir que sigan luchando. Cada arma puede causar un daño diferente a la moral y a la salud.
- El juego usa dos tipos de recursos: "requisas" y "energía". Las requisas son generados por las bases y controlando ciertos puntos del campo de batalla. Solo las escuadras de infantería pueden capturar estos puntos y requieren de cierto tiempo para hacerlo. Estos puntos pueden volver a ser capturados por los enemigos después. Hay cuatro tipos de estos puntos:

- Los Puntos Estratégicos son los más comunes. Son rápidos de capturar y tienen una línea de visión media. Después de capturarlo se puede construir un punto de escucha para protegerlo y aumentar la generación de requisas. Si se habilita la Condición de Victoria Control de Área cuando un jugador controle los 2/3 de los puntos estratégicos durante 7 minutos ganará la partida.
- Las Localizaciones Críticas están repartidas desigualmente por el mapa. Se tarda más tiempo en tomarlas y tienen una línea de visión mayor. Pero no se pueden construir puntos de escucha en ellas. Lo que hace que sea más complicado mantenerlas. Si se utiliza la Condición de Victoria Capturar y mantener y se capturan la mitad de las localizaciones críticas durante 8 minutos se ganará la partida.
- Las Relíquias son las que más tiempo se tarda en capturar y tienen la menor línea de visión. Sin embargo manteniendo estos puntos se consigue acceder a las unidades y a los avances más poderosos de cada raza. En las relíquias también se pueden construir puntos de escucha.
- Los Depósitos de Chatarra permite construir generadores avanzados que producen más energía que los generadores normales. Además de generar energía permite construir un área de control decente a su alrededor. Al contrario que el resto de los puntos este no tiene que capturarse. Tan solo hay que construir en él para obtener el control.

En el nivel difícil y loco la velocidad de acumulación de requisas disminuye con el tiempo aunque mantegas los puntos controlados. La construcción de puntos de escucha y sus mejoras aumentan la recolección de requisas.
Los recursos de energía pueden ser obtenidos construyendo generadores. Se pueden construir seis por cada base. Estos generadores pueden ser mejorados posteriormente para aumentar la velocidad de generación.
Al contrario de otros juegos como Starcraft y Warcraft III y sus respectivos packs de expansión el modo campaña de WH40K solo dispone de una raza controlable. Sin embargo, las expansiones añaden la posibilidad de jugar la campaña con varias razas.

## Personajes principales

### Marines Espaciales

#### Gabriel Angelos
En el juego el Hermano-Capitán Gabriel Angelos es el comandante de la 3.ª Compañía de los Blood Ravens.
Se siente culpable por no percibir la creciente corrupción y tener que ejecutar un Exterminatus, la destrucción de un planeta completo, sobre su mundo natal, Cyrene. Y aunque está continuamente recordándolo no suele hablar de ello. Los únicos que verdaderamente comprenden cómo se siente son sus hermanos de batalla de los Cuervos Sangrientos. Gabriel, como la mayoría de los soldados imperiales, desconfía de los extraterrestres. Es por eso por lo que muestra tanto desdén por el líder de los Eldars cuando se encuentra con él (aunque en la novela esto va disminuyendo gradualmente). Ha crecido con el Bibliotecario Isador Akios. En el que confía inmensamente.
El Capitán Gabriel Angelos está armado con una espada de energía y una pistola bolter. Además recibe un martillo demonío del Inquisidor Mordecai Toth. Su pistola puede ser actualizada a una pistola de plasma.

#### Bibliotecario Isador Akios
El Hermano-Bibliotecario Isador Akios es el actual Bibliotecario de la 3.ª Compañía de los Blood Ravens y es un personaje secundario de Dawn of War.
Como el Capitán Angelos, Isador nació y creció en Cyrene. Se hizo un Cuervo Sangriento más o menos al mismo tiempo que Gabriel. Isador se encontró con Gabriel 30 años antes de los eventos de Tartarus cuando Gabriel aún era un soldado. Aunque su mundo natal fue destruido no culpa a Gabriel por sus acciones. Simplemente cree que se hizo lo que se debía. Mientras la 3.ª Compañía se encontraba en el moribundo planeta de Tartarus, Isador sucumbió lentamente a los poderes del Caos. Fue tentado por el traicionero Hechicero de la Legión Alpha llamado Sindry Myr. Este le dijo que era la llave y lo tentó para usarla. Cuando llegó el Inquisidor Mordecai Toth detectó la corrupción Caótica y pensó que provenía de Gabriel. Por eso no se dio cuenta de la corrupción de Isador y no lo paró a tiempo. Finalmente fue atrapado por el Maledictum y transformado al Caos. De esta forma hundió la confianza de su amigo Gabriel.
Isador murió en un duelo con Gabriel. Su muerte fue usada como ejemplo para los Marines Espaciales que sucumben al Caos.
Isador está armado con un bastón que incrementa sus poderes psíquicos y una pistola bolter. La pistola también puede ser actualizada más tarde a una pistola de plasma.

#### Inquisidor Toth
Mordecai Toth es un miembro del Ordo Malleus. Fue enviado sabiendo el oscuro pasado de Tartarus y el poderoso artefacto demoníaco que dormía allí. La mera presencia de Toth indica que hay algo oscuro en Tartarus.
Nada más llegar Toth sospecha de Gabriel, el Comandante de los Cuervos Sangrientos, de ser tentado por el Caos. Como Inquisidor Toth tiene autoridad para comandar cualquier fuerza del Imperio incluyendo a la Guardia Imperial.
Toth se dio cuenta con horror más tarde que era Isador el que estaba siendo tentado por el Caos. Cuando se supo la verdad y le dio su martillo Godsplitter a Gabriel además de asegurarle al Capitán Gabriel que él era el único que podía detener esto. El martillo fue utilizado para destruir al hechicero convertido en demonio Sindry Myr y todos aquellos asociados al Caos.
En el prólogo de la novela Dawn of War de CS Goto, Toth está envuelto en una misión del Ordo Xenos en Tartarus en el año 999.M38 donde él y un equipo de asesinos aseguran una pieza de la espada Wailing Doom del Avatar de Biel-Tan enfrentándose con el Príncipe Demonio. Se revela que ese fragmento de la espada se forjó en el martillo para usarse contra el Caos. También se dice que uno de los miembros del equipo de asesinos era el Capitán Trythos de los Cuervos Sangrientos. Este Capitán sirvió luego como dreadnought en la tercera compañía en "Dawn of War".
En el epílogo del libro se dice que Toth estaba de acuerdo con el Demonio y después fue poseído por él (o posiblemente fue el demonio tomando la forma de Toth). Si esto es correcto entonces se entienden las razones por las que Toth quiere que Gabriel destruya la Piedra Maledictum y porque está en Tartarus.
Toth está equipado con un Martillo Demonío (Godsplitter) y una pistola de plasma. En la campaña cuando le da a Gabriel su martillo éste le da la espada de energía.
En Dark Crusade cuando el jugador termina la campaña con los Cuervos Sangrientos se ve a Toth en el video final hablando con el Capitán Thule acompañado por un veterano de la primera compañía y numerosas escuadras de los Marines Espaciales.
Curiosidad: Mordecai (Mordechai) es un nombre judío - (hebreo).

### Guardia Imperial

#### Coronel Brom
Carus Brom es un Coronel Imperial con la tarea de revisar el 37.º Regimiento de Defensa Planetaria de Tartarus. Brom acepta las órdenes de Gabriel con poca vacilación. Respeta mucho al Capitán. Sin embargo, la mera presencia de Toth es suficiente para irritar al veterano Coronel. Brom se retiró del planeta con el resto de sus tropas durante la última misión de la campaña individual de Dawn of War, él y su regimiento fueron ejecutados por cobardía e incompetencia.
En la versión de la novela el Coronel Brom en realidad se convierte al Caos y ataca al Capitán Gabriel Angelos durante su ataque al lugar donde se localiza el Maledictum. De acuerdo a la novela al Coronel Brom no le gusta quedar por debajo en algunas órdenes de Gabriel. De esa forma, el Caos encuentra un resquicio para poder convertirlo. El Coronel es exterminado junto a los soldados de la Guardia Imperial también corrompidos. Solo un puñado de leales Guardias Imperiales sobrevivieron y se unieron a las fuerzas del orden (Marines Espaciales y Eldars) en la batalla final.
Brom está armado con una espada de energía y una pistola Bolter. Él es capaz de usar la habilidad "Reagrupar" con la que están equipados los Sargentos de los Marines Espaciales.

### Eldars

#### Vidente Macha
Una vidente Eldar del Mundo-Astronave Biel-Tan. Macha fue una de los que encerraron al demonio en el Maledictum e intenta prevenir su liberación. Los eventos posteriores muestra que su destino está ligado con el del Capitán Angelos.
Macha trata de evitar a toda costa la destrucción del Maledictum porque sabe que un mal mayor esta prisionero dentro de la piedra y en el último momento trata de evitar su destrucción por la fuerza, pero el Capitán Gabriel destruye la piedra con Godsplitter, sellando el destino de todos.
Macha está armada con una Espada de Bruja y una pistola Shuriken.
Curiosidad: su nombre probablemente proviene de la diosa celta de la guerra, Macha o Majaj.

### Caos

#### Lord Bale
Bale es el Señor del Caos que trae los ruinosos poderes del Caos de la Legión Alpha a Tartarus. Él quiere el Maledictum y el Dios del Caos para sí mismo. Aunque cree que lo controla todo, es Sindri Myr el que toma las verdaderas decisiones. Sindri deja que Bale luche solo contra Gabriel Angelos. Cuando Bale muere en el duelo, su "sacrificio" se añade a las muertes necesarias para obtener el Maledictum.
Bale está armado con una Guadaña Manreaper y una pistola bolter.

#### Sindriso Myrta
Sindri era un hechicero de la Legión Alpha que fue a Tartarus buscando un poderoso artefacto Caótico conocido como Maledictum. La piedra contiene un gran demonio de Khorne. Sindri es capaz de extraer "la llave". Ese artefacto es el que le permite usar el Maledictum para ascender como un Demonio. Con las fuerzas Imperiales distraídas por los ataques de los Orcos Sindri y Lord Bale tienen pocos problemas para llegar hasta el artefacto. Sin embargo son detectados y perseguidos por una compañía de los Marines Espaciales. Con la muerte de Bale consigue obtener el poder de la piedra. En ese momento asciende como un demonio. Aunque su forma demoníaca es inmensamente poderosa es destruido por la 3.ª Compañía de los Cuervos Sangrientos liderados por el Capitán-Hermano Gabriel Angelos armado con el Martillo God-Splitter.

### Orkos

#### Jefe de Guerra Orkamungus
El Jefe de Guerra Orko es el encargado de la invasión de los klanes orkos en Tartarus. Es utilizado por Lord Bale y Sindri Myr para montar la invasión que debe distraer a los Imperiales en su búsqueda del Maledictum. No es precisamente leal a las Fuerzas del Caos, solo lo hace por su sed de batalla. Su vida está dedicada a la guerra y por ello pretende, acabar la batalla con los Marines Espaciales, destruir a Bale y al resto de los humanos. Muere a manos de los Cuervos Sangrientos y echa a perder sus planes.
Va armado con una garra de combate de energía, un akribillador acoplado y un par de granadas.

## Expansiones

### Winter Assault
Es la primera expansión para el juego. Fue lanzada en 2005. Esta expansión añade una nueva raza, la Guardia Imperial. Así como una nueva unidad para cada raza: Meganobles (Orkos), Dragones Llameantes (Eldars), Capellán (Marines Espaciales), y Bersérker de Khorne (Marines del Caos); y una nueva campaña de un solo jugador. En esta expansión se puede optar por elegir entre las Fuerzas del Orden (Eldars y Guardia Imperial) o las del Mal (Marines del Caos y Orkos) en su lucha por el planeta Lorn V.
Esta expansión añade, en algunos escenarios de la campaña, la posibilidad de cambiar de bando durante la batalla, dando lugar a varias historias posibles según gane un bando u otro.

### Dark Crusade
Dark Crusade es un videojuego individual en sí mismo. Se ha revisado el sistema de juego. No se requiere ni la versión original ni la primera expansión. Sin embargo al tenerlas se puede jugar con las razas originales. Esta expansión trae dos nuevas razas: los Tau y los Necrones. El sistema de juego del modo individual se ha modificado completamente. Tendremos que tomar el control del mapa del planeta Kronus. El mundo se divide en provincias que debemos atacar y defender. El movimiento se hace como si de un tablero del [juego de mesa] Risk se tratase. Conforme se vayan conquistando provincias se nos concederán diferentes posibilidades y se podrá actualizar al comandante. Así mismo, tendremos la posibilidad de disponer de tropas y edificios iniciales en el ataque a cada provincia.

### SoulStorm
Lanzada en marzo de 2008.
Las guerras continúan entre las razas; pero esta vez no es por un planeta, sino por todo un sistema planetario: Kaurava.
Se agregan dos nuevas razas: las Adepta Sororitas, más conocidas como las Hermanas de Batalla; son una nueva orden de sacerdotisas guerreras al servicio del Dios Emperador; y los Eldars Oscuros, los hermanos oscuros de los Hijos de Asuryan, que tienen un poder de ataque devastador con sus poderes exclusivos sacados de las almas de los enemigos.
También se añaden nuevas unidades aéreas para todas las razas existentes, excepto los Necrones. Y en el multijugador se ha renovado el sistema de combate, y ahora se pueden conseguir medallas por batallas ganadas.